# Pokupsko
Pokupsko – wieś w Chorwacji, w żupanii zagrzebskiej, w gminie Pokupsko. W 2011 roku liczyła 235 mieszkańców.